# Baan IV

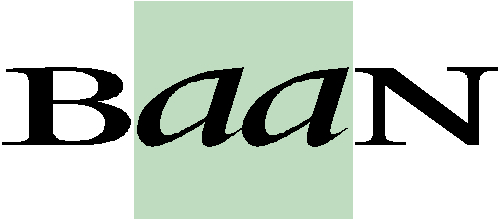

A Baan IV egy integrált vállalatirányítási rendszer (ERP), amelyet a Baan Coorporation fejlesztett ki az 1990-es évek közepén. A termék forgalmazója az Infor Global Solutions.
A Baan IV rendszer újabb verziója a Baan ERP és az Infor ERP Ln.

## Baan verziók
- Triton 1.0 – 2.2d, 3.0 az utolsó 3.1bx Triton verzióig, ekkor a terméket Baanra nevezték át.
- Baan 4.0 (a BaanIV jelenlegi utolsó verziója a BaanIVc4 SP27) és különböző kiterjesztések)
- Baan 5.0 (a BaanV utolsó verziója a Baan5.0c SP25)
- Baan 5.1, 5.2 (csak egyes vevők részére létrehozott verzió)
- SSA ERP 6.1 /Infor ERP LN 6.1 (az ERP Ln 6.1 utolsó verziója az Infor ERP Ln 6.1 FP5)

## A Baan IV általános bemutatása

### Moduláris felépítés
Az integrált vállalatirányítási csomagokra jellemzően, a Baan IV is moduláris rendszer, amelyben a rendszert alkotó modulok csomagokká állnak össze. Az egyes csomagok általában önállóan is bevezethetők és működtethetők, de ezt inkább csak a bevezetés folyamán célszerű kihasználni. A rendszer erőssége a különböző csomagok (modulok) közötti kapcsolatokban – azaz a rendszer teljes integráltságában – rejlik. Az integrált rendszer lefedi egy termelő, szolgáltató, kereskedő vállalat komplett tevékenységét. A rendszer teljes mértékben konfigurálható a cég üzleti folyamataihoz és céljaihoz.

### Integráltság
A rendszer közös törzs- és forgalmi állományokat használ. Minden adatot csak egyszer, a keletkezés helyén és idején kell rögzíteni, így azonnal bekerül a rendszerbe, és a vállalat teljes területén elérhető. Az adatállományokban redundancia nem keletkezik, és az egyes alrendszerek közötti átfedés is kiküszöbölhető. A rendszer egységes kódolást, törzsadat-rendszert és programkezelési technikát használ.

### Modellezés
A Baan IV rendszer Modellező eszközével a rendszer indítása, a folyamatok átalakítása az adott szervezet működésének rövid idejű megszakításával, optimálisan és zökkenőmentesen bonyolítható le. A rövid bevezetési idő és az abból származó előnyök következtében a beruházás megtérülése (ROI: Return On Investment) a szokásosnál jóval kedvezőbb.

### ISO 900x szabvány szerinti minőség
A Baan IV rendszer megfelel az ISO szabvány (1993 óta rendelkezik ISO minősítéssel) előírásainak és folyamataival hatékonyan támogatja a teljes körű minőségbiztosítást (TQM).
A szoftverrendszer bármely táblája auditálható akár saját Baan IV auditor eszközzel, akár alacsonyabb, adatbázis szinten. A programcsomag több nyelven áll rendelkezésre (pl. német, angol, magyar stb.).

### Megbízhatóság, biztonság
A Baan IV rendszer biztosítja az adatok védelmét, a hozzáférés illetékességét, az adatbevitel naplózását, többszintű védelmét, valamint a hibásan bevitt adatok korrigálhatóságát és a javított adattal a feldolgozást. Megbízható megoldást nyújt az adatbevitel tartalmi és formai ellenőrzésére (érvényességvizsgálat stb.). Az ajánlott szoftver rendszer az adatokat az élvonalbeli technológiát képviselő relációs adatbázis-kezelők segítségével kezeli. Ezek az adatmentés/helyreállítás, katasztrófa utáni visszaállítás eszközei. Az adatbiztonságot – hozzáférési értelemben – a Baan IV, az operációs rendszer és az adatbáziskezelő összehangolt jogosultsági-technológiái adják.

### Interaktivitás
A modul használatával, a számítógépek közötti elektronikus adatcsere segítségével, üzleti tranzakciós dokumentumokat(rendelések, rendelés visszaigazolások, számlák, stb.) lehet "papírmentes úton" küldeni a partnereknek, illetve azoktól átvenni. Távoli munkaállomások és más Baan IV szerverek között a kommunikáció az ENSZ által javasolt, nemzetközileg szabványosított (EDIFACT szabvány) formában történik.

### Lekérdezhetőség
A Baan IV rendszerben tárolt összes adat lekérdezhető a standard jelentések, a fejlesztett és a felhasználó által létrehozott jelentések segítségével. Ezenkívül grafikus formában, a Baan IV grafikon szerkesztője segítségével is lehet adatokat megjeleníteni. A Baan IV támogatja pénzügyi kimutatáskészítő modulja segítségével a testre szabott jelentések elkészítését is. A Baan IV adatbázisban ad hoc lekérdezések is futtathatók az SQL nyelv segítségével.

### Felhasználói felület és kezelés
A Baan IV rendszer felhasználói felülete és kezelési technikája egységes, emberközeli és logikus. A grafikus felület a Windows szokásait követő funkciógombokkal, menükkel rendelkezik. A két felület közösen fejleszthető. A Baan IV használható X Windows grafikus felületről is Linuxon, vagy más operációs rendszerek felől, megfelelő programcsomagok segítségével (OS/2, Apple).

### Nyitottság
A Baan IV rendszer nyitott, mivel független a hardver környezettől (IBM, SUN HP(COMPAQ), stb.), több operációs rendszert támogat (Solaris, AIX, Windows NT, Windows 2000, stb.), több adatbázis-kezelő rendszert használhatunk hozzá (SQL Server, Oracle, Informix, DB2). A fejlesztések és a cégadatok áthelyezhetők egyik környezetből a másikba változtatás nélkül. Az adatok hozzáférhetők más szoftverek számára is.

### Dokumentáltság
A telepített üzleti alkalmazások felhasználói dokumentációi, a bevezetési metodológia következetes alkalmazásával, a Vevő és a Szállító szakemberei közös munkája eredményeként készülnek el, párhuzamosan a vállalati folyamatok ügyviteli szabályozásával. A felhasználói dokumentációk tartalmazzák a bevezetett rendszer paraméterezését, az ügyviteli szabályozásban megfogalmazott folyamatok és a telepített rendszer üzemeltetésének kapcsolatait, a fejlesztések, és módosítások dokumentumait.

### Több telephelyes működés
A Baan IV rendszerben lehetséges többféle cégcsoportstruktúrát létrehozni. A lehetőségeket a következő ábra mutatja.

### Honosítottság
A programcsomag több nyelven áll rendelkezésre (pl. német, angol stb.), Magyarországon honosított változatban, magyar nyelven terjeszti az S&T Unitis Magyarország Kft a magyar jogszabályoknak megfelelő formában. Az üzleti folyamatokhoz kapcsolódó feliratok és üzenetek magyar nyelvűek. A magyar ábécé minden betűje használható. A szoftver képes a magyar ábécé szerinti rendezésre is. A program működése megfelel a magyar számviteli és egyéb törvényes előírásoknak. A rendszer támogatja az APEH és KSH számára előírt kimutatások elkészítését. A magyar honosítás része az áfa, VTSZ, SZJ nyilvántartás.

## Támogatott platformok és adatbázisok (Szerver)
Szerver Platformok:
Windows Server, Linux, IBM AIX, Sun Solaris, HP Unix, AS400(elavult), OS390(elavult)
Adatbázis:
Oracle, DB2, Informix, MS SQL Server, MySQL (csak a 6.1-es verzióhoz), Bisam(elavult)

## Baan IV csomagok
Általános adatok (tc), Pénzügy (tf), Projekt (tp), Gyártás (ti), Disztribúció (td), Feldolgozóipari gyártás (ps), Szállítmányozás (tr), Szerviz (ts), Vállalati modellező (tg), Tools (tt), Utilities (tu)

## Baan IV csomagok rövid leírása

### Pénzügy (tf)
A pénzügy csomag megoldást kínál a pénzügyi adminisztráció számára a napi operatív feladatok megoldására, valamint a fontosabb mutatók tetszés szerinti időközönként történő lekérdezésére.
Feladata a vállalat számviteli tevékenységének nyilvántartása, rögzítése a programrendszer többi telepített moduljához kapcsolódva, ennek alapján különböző lekérdezések és listák szolgáltatása a nemzetközi és magyar gyakorlatnak megfelelően.
A Pénzügy, számvitel csomag a következő főbb modulokat tartalmazza:
- Főkönyv (General Ledger – GLD)
- Vevő folyószámla (Accounts Receivable – ACR)
- Szállítói számlák (Accounts Payable – ACP)
- Pénzforgalom (Cash Management – CMG)
- Tárgyi eszközök (Fixed Assets Control System – FAS)
- Költségfelosztás (Cost Allocation – CAL)
- Pénzügyi tervezés (Financial Budgeting – FBS)
- Pénzügyi kimutatások (Financial Statements – FST)

A Pénzügy, számvitel csomag felépítése

### Disztribúció (td)
A Disztribúciós programcsomagot a gyártó, a szállítmányozó és a szerviztevékenységet folytató cégek napi logisztikai feladatainak lebonyolítására és ellenőrzésére tervezték. Lefedi a teljes beszerzési és eladási folyamatot, statisztikákat, szállítói minősítést, értékesítési és marketing információkat szolgáltat. Készletgazdálkodási, raktárhely-kezelési és adagkövetési modulokat is tartalmaz.
Támogatja a számítógépek közötti elektronikus adatcserét (EDI). Alkalmas az üzleti tranzakciós dokumentumok (rendelések, rendelés-visszaigazolások, számlák, stb.) elektronikus formában való küldésére.
A Disztribúciós csomag moduljai:
- Beszerzés (Purchase Control – PUR)
- Eladások (Sales Control – SLS)
- Jutalék/Engedmény Rendszer (Commission Control System – CMS)
- Eladási és marketing információk (Sales and Marketing Information – SMI)
- Készletgazdálkodás (Inventory Control – INV)
- Raktárhely-kezelés (Inventory Location Control – ILC)
- Készletfeltöltő rendelések (Replenishment Order Control – RPL)
- Adag nyilvántartás (Lot Control – LTC)
- Áruelosztás tervezés (Distribution Requirements Planning – DRP)
- Elektronikus adatcsere (Electronic Data Interchange – EDI)
- Minőségkezelő rendszer (Quality Management System – QMS)

A DISZTRIBÚCIÓS CSOMAG moduljai integráltak a rendszer többi moduljaival. A rögzített értékesítési igény – szabad raktárkészlet hiánya esetén – gyártási vagy beszerzési javaslatot generál a rendszerben. Gyártás indítás esetén készlet foglalás vagy készletáthelyezési javaslat keletkezik, illetve beszerzési igény generálódik a hiányzó anyagokra.
A végrehajtott gazdasági események adatai a pénzügyi integrációs táblában is megjelennek. A rendszer a beállított szabály szerint automatikusan kontíroz, és ez alapján aktualizálja a vevői és szállítói folyószámlákat. Biztosítja az értékesítési, beszerzési és készlet információk lekérdezhetőségét a termelési és karbantartási modulokból.

### Gyártás (ti)
A Gyártás csomag a gyártó ipar információs rendszere, képes összehangolni az összes gyártásirányítási stratégiát. Mivel a rendszer rugalmas, teljes mértékben módosítható és alakítható a helyi üzleti célok és folyamatok igényeihez, támogatja az alkalmazott stratégia menet közben történő megváltoztatását is. Itt a diszkrét típusú gyártás sajátosságainak megfelelő MANUFACTURING csomag kerül ismertetésre, amely többek között kezeli a megrendelésre, illetve raktárra történő gyártást, valamint az egyedi és sorozatgyártást.
A gyártási csomag moduljai:
- Cikk karbantartása (Item Control – ITM)
- Darabjegyzék karbantartása (Bill of Materials – BOM)
- Technológiai műveleti jegyzékek (Routing – ROU)
- Műhelyszintű gyártásirányítás (Shop Floor Control – SFC)
- Munkaóra elszámolás (Hours Accounting – HRA)
- Önköltség számítás (Cost Accounting – CPR)
- Fő gyártási ütemterv (Master Production Scheduling – MPS)
- Anyagszükséglet tervezés (Material Requirements Planning – MRP)
- Kapacitásszükséglet tervezés (Capacity Requirement Planning – CRP)
- Konstrukció karbantartása (Engineering Data Management – EDM)
- Termék konfigurálás (Product Configuration – PCF)
- Termék osztályozás (Product Classification – GRT)
- Ismétlődő gyártás (Repetitive Manufacturing – RPT)
- Projekt kezelés (Project Control – PCS)
- Projekt költségvetés (Project Budget – PCS)

A Gyártás csomag Műhelyszintű gyártásirányítás (Shop Floor Control – SFC) modulja irányítja a folyamatban levő munkákat, ütemterv szerint indítja el az újabb munkákat. Követi a gyártási rendelések előrehaladását, meghatározza a gyártott termékek tényleges átfutási idejét. Sokféle lehetőség szerint lehet beállítani a gyártási rendelések indítási elsőbbségét. Ezen modul révén mind standard, mind vevő specifikus cikkek (termékek) gyártását lehet irányítani.
Az SFC modul felépítése
A gyártási javaslatok eredete lehet az MPS, MRP, PRP (Project Requirements Planning) és a SIC (Statistical Inventory Control)funkció. Esetleges karbantartásuk, majd a jóváhagyásuk után a gyártási javaslatokat át lehet helyezni a Műhelyszintű gyártásirányítási almodulba. Ezen kívül meg lehet nyitni belső gyártási rendeléseket is.
Sokféle gyártási dokumentációt lehet kinyomtatni a különféle gyártástípusoknak megfelelően: anyaglista, anyag kivételezési jegy, műveletjegyzék, produktív munkabér utalvány, darabolási lista, kooperációs (alvállalkozói) jegy, stb.
Lehetőség van a selejtből keletkezett mennyiségek pótlására, a selejtből keletkezett költségek kimutatására és elkülönítésére. Folyamatosan kimutatható a tervezett és az aktuális költségek alakulása.
Az eredeti ütemtervet – szükség szerint – meg lehet változtatni a gyártás minden szakaszában. Karbantartható a költséghelyi/gépi kapacitás, újra lehet tervezni a kapacitások kihasználását.
Bizonyos gyártási műveleteket ki lehet adni alvállalkozóknak (kooperációba) is. A kooperációs műveleteket előre be lehet tervezni (technológiában), vagy kapacitásbővítés (ad hoc) céljából lehet kiadni alvállalkozóknak. A rendszer automatikusan kooperációs rendeléseket generál, és a továbbiakban ezeket beszerzési rendelésként kezeli. A bevételezéskor készre kell jelenteni a kooperációs művelete(ke)t is. A további műveletekre a tervezett költséghelyeken és gépeken fog sor kerülni.

### Feldolgozóipari gyártás (ps)
A Baan IV Feldolgozóipari gyártás csomag a folyamatos és a receptalapú gyártást alkalmazó cégeknek készült. A Baan IV termékcsalád kliens/szerver alkalmazásai támogatják a Feldolgozó (folyamatos) ipar teljes kiszolgálási láncolatát, kezdve a kutatás-fejlesztéstől a beszerzési, készletgazdálkodási, gyártási, értékesítési, szállítmányozási tevékenységekig, több telephelyes (multi-site) környezetben is.
A szoftvercsomagba integrálva van a receptúra kezelés, a gyártási technológia, termelésirányítás és -tervezés, a minőség-ellenőrzési modul, amely támogatja az ISO 9000 szabványokat.
Fontosabb felhasználó iparágak a vegyipar, a gyógyszergyártás, az élelmiszeripar, a húsipar, a takarmánygyártás, stb.
Receptúra kezelés (Formula Management – FRM) modul
A Feldolgozóipari gyártás csomagban a termékstruktúra elnevezése receptúra, vagy formula. receptúrák, ill. képletek alapján definiálhatók a mennyiségi, vagy százalékos arányok az elsődleges termék és komponensei között. Ezek az adatok a Baan IV rendszer egyéb más helyén is felhasználásra kerülnek, pl. az anyagszükséglet tervezésénél, készletek kezelésénél, stb.
A receptúrák alapján történő gyártás végtermékeként megjelennek az elsődleges termékek mellett az ún. másodlagos és melléktermékek is. Ezek adatai szintén ebben a modulban kezelhetők, ill. nyilvántarthatók.
A másodlagos termékek végtermékekként is kezelhetők, értékesíthetők, rendelkeznek saját formulával és igény esetén újragyárthatók. A melléktermékeknek nincs receptúrájuk, de igény esetén meghatározhatóak, szintén értékesíthetők és így hozzájárulnak a költségek csökkentéséhez. A feldolgozóipar – akárcsak a folyamatipari termelés általában – a keverés, hígítás, dúsítás stb. műveletekhez, már beszerzett és/vagy gyártott előkeverékek, félkész termékek meglétét feltételezik, ami már önmagában többszintű termékstruktúrát (receptúrát) feltételez. Ez utóbbi kezelése megoldott, sőt még az esetlegesen keletkező hurkokat is kiszűri a rendszer, elejét véve az anyagszükséglet-számítás során keletkezett duplikációnak.
Az iparági sajátosság másik vetülete a minőségi követelményeknek való megfelelés, valamint a szavatossági, termék-lejárati idők figyelembe vétele. Az előbbiek labor-vizsgálatot igényelnek, amely több oldalról is támogatott (minőségkezelő modul, adagkövetés modul, a technológia részeként laborvizsgálati művelet stb.) az utóbbi pedig már a cikkadatok felvételénél prioritást élvez, s figyelmeztetési és ütemezési funkciója van a raktározási műveleteknél (disztribúció).
Termelés menedzsment (Production Management – PMG) modulfontosabb jellemzői:
- a gépek és munkahelyek várható leállásai és kapacitás-túlterhelései a következő hetekben,
- hátralévő feladatok kiválasztása,
- minden termék ill. sarzs nyilvántartása, melynek azonnali, vagy rövid időn belüli gyártása nem lehetséges a hiányzó anyag(ok) miatt,
- alkalmazható technológiák, gép-/gyártósor helyettesítési lehetőségek figyelembevételével,
- sarzsok (külön vevői rendelésre is) gyártási költségei,
- azon sarzsok listája, melyeknél a tényleges gyártási idő meghaladja a tervezett értékeket, stb.

Ez a modul lehetővé teszi az azonnali információigény felmerülése esetén a gyors válaszadást a management számára. A gyártási költségszámításhoz nélkülözhetetlenek a "Munkaóra elszámolás" (Hours Accounting, HRA) modulból származó adatok.

### Szállítmányozás (tr)
A Baan IV Szállítmányozási csomagja teljes körű megoldást biztosít a szállítmányozási, speditőri, fuvarozási, bérraktározási és komplex logisztikai tevékenységet végző vállalatok számára. A Baan IV többi csomagjával való integrált kapcsolat biztosítja a termelő és kereskedelmi vállalatok saját vagy alvállalkozói szállítási feladatainak hatékony támogatását is. A csomag logikailag két fő részre bontható: Szállítmányozás és Bérraktározás.
A csomag magában foglalja a címek, dolgozók, a szállító flotta teljes nyilvántartását. Biztosítja az üzemanyag, óra és költség elszámolást. Külön interfész kapcsolatot biztosít a fedélzeti komputer által gyűjtött adatok betöltésére.
A Szállítmányozás csomag funkciói
Cím nyilvántartása
A szállításokhoz szükséges címek nyilvántarthatók pl.: felrakóhelyek, lerakóhelyek, számlázási címek, szerviz és üzemanyagtöltő állomások, stb. Más Baan csomagokban használt vevő, szállító, vállalat telephely, raktár címek áttölthetők. A címek nyitvatartási adatai is rögzíthetők, melyet a szállítás megbízások kezelése és a túra tervezés modulokban használ a rendszer.
Távolság táblában tárolt címek közötti távolságok, relatív menetidő módosulások, stb. szintén a túratervezéshez használt információk. A távolság táblázat az Exchange modulban kialakítható interfészen keresztül külső rendszer adatai alapján is feltölthetők.
Dolgozók nyilvántartása
Osztályok, munkakörök, dolgozók, gk. vezetők részletes adatai, legénységi adatok tárolhatók ebben a modulban. Dolgozónkénti nyilvántartható a munkaidő beosztás. Számon tartható az erőforrás rendelkezésre állási naptár, különböző elfoglaltságok (továbbképzések, oktatások, vizsgák, stb) ütemezése.
Szállítóeszközök nyilvántartása
Saját szállítóeszköz flottával, jármű parkkal rendelkező vállalatok hatékony működését támogatja a Flotta Management modul. A fontosabb alvállalkozók járműparkjának kapacitása és rendelkezésre állási adatai ebben a modulban nyilvántarthatók. A szállítóeszközök alapadatainak kezelésén kívül, lehetővé teszi szállítóeszköz csoportok és szállítóeszköz kombinációk definiálását. Minden fajta szállítóeszköz csoport nyilvántartható pl.: kamionok, vontatók és pótkocsik, vasúti kocsik, stb.
Szállítási megbízások kezelése
Ebben a modulban történik a szállítási megrendelések felvétele, a szállítmányozási szerződések megkötése, megújítása, módosítása, vagy megszüntetése. A modul elkészíti a szállítmányozási dokumentumokat, kalkulálja a szállítási költségeket. Többféle megbízási eljárás típus definiálható, és ezek hozzárendelhetők egyes üzletkötőkhöz, ügyintézőkhöz. A különböző relációk elkülöníthetők megbízás típusok alapján. Ez előnyös egyrészt jogosultsági, másrészt elszámolási és statisztikai okból is.
Szállítási díjszámítás
Ebben a modulban nyilvántarthatók a szállítmányozási, a fuvarozási díjak és előlegek. A díjak meghatározása vevő, cikk, fuvar, reláció, fel- és lerakó helyek, általános díjszabás illetve ezek kombinációi alapján történhet. Az alvállalkozói díjakat és szolgáltatási szinteket a szállítmányozási díjszabás során felhasználhatjuk. Rugalmasan kialakítható szállítási díjtáblázatok készíthetők el pl. körzetenként, mennyiségi és távolsági árlépcsőkkel.
Túratervezés
A Túratervezés modul különféle szolgáltatásokat nyújt a szállítóeszközök optimális kihasználtságának megtervezésére és a túrák megszervezésére. Itt lehet hozzárendelni a küldeményeket a megfelelő szállítóeszközhöz, a fel és lerakóhelyek alapján megállókat kijelölni. A megállóhelyek lehetnek fix (előre rögzített), vagy igény szerintiek.
Költség kalkuláció
A szállítmányozás során fontos a várható költségek kellő időben való ismerete és ezek felhasználása a megfelelő vállalkozási árak kialakításához. A modul lehetővé teszi a várható és tényleges költségek követését, akár saját járművekkel, akár alvállalkozókkal történő fuvarozás esetére. Az optimális szállítási alternatíva kidolgozására és kiválasztására költségcsoportokat lehet összeállítani, amelyek kapcsolódhatnak egyes szállítmányozási megbízásokhoz.
Szállítási dokumentumok
Az szállítmányozási megbízáshoz kapcsolódó alábbi nyomtatványok összeállítását biztosítja ez a modul: CMR, berakodási jegyzék, csomag lista, vezetőknek szóló listák (megállók, üzemanyag felvétel, helyben fizetés, stb.), anyag biztonsági lapok.
Üzemanyag elszámolás
Az Üzemanyag elszámolás modulban nyilvántarthatók az üzemanyag-felvevő állomások (saját üzemanyag kút, nem saját töltő állomás, fizetés módja, előlegek, egyéb feljegyzések). A gépjárművek üzemeltetéséhez felhasznált benzin, gázolaj, gáz, stb. vételezése regisztrálható, gépkocsivezetőnként és járművenként kimutatható.
Statisztikák, kimutatások készíthetők. A költségek kiértékelése és az üzemanyag-elszámolás feladatai mellett a kimutatások segítik az esetleges visszaélések elkerülését is. A üzemanyag-felvétel módozatai tárolhatók, pl. készpénz, kártya, saját üzemanyag kútról, nem saját üzemanyag kútról, stb.
Munkaórák és költségek elszámolása
Ebben a modulban lehet elszámolni a kifizetett előlegeket, az óraelszámolásokat és a napidíjakat. Az előleg és költség számlák elszámolása is ebben a modulban lehetséges. A gépkocsivezetők bérének meghatározása a vezetési, várakozási, rakodási idő, túlóra stb. függvényében történhet.
Csomagolás kezelése
A Csomagolás kezelés modul nyilvántartja a csomagoló anyagok (göngyölegek, konténerek, stb.) költségét, a csomagolási díjtételeket, a betéti díjakat. A csomagolási tranzakciók bevitele lehet manuális illetve automatikusan létrehozhatók a kapcsolódó folyamatokból. A saját raktárakban illetve az egyes vevőknél lévő csomagoló anyagok, göngyölegek készletének nyilvántartása mennyiségben és értékben követhető a modul használatával. A raktáron lévő göngyöleg készlet szintjét automatikusan figyeli a rendszer és a minimális készlet alatti csomagoló anyagokról, göngyölegekről beszerzési javaslat készíthető.
Számlázás
A központi számlázás modulban a számlázandó szállítmányozási megbízások számlái készíthetők el a raktározási megbízásokhoz hasonlóan. Vevőnként specifikálhatók a számlázási módszerek. Így a számlázás történhet napi, heti, havi alapon a vevővel történt megállapodás szerint. Különböző árbevétel kódok rendelhetők az egyes megbízási típusokhoz és ezáltal a főkönyvi kontírozás hatékonyan automatizálható. A jóváhagyott számlák bekerülnek a pénzügyi integrációs táblába, ahol a további pénzügyi feldolgozások ismételt adatrögzítés nélkül elvégezhetők.
Statisztikák, riportok készítése
A Baan IV rendszer Szállítmányozási csomagja karakteres és grafikus felületen egyaránt használható. Lehetőség nyílik saját lekérdezések kialakítására és szükség szerint grafika használatára. A Baan rendszer rendelkezik egy magas szintű, negyedik generációs (4GL) fejlesztői nyelvvel és Report Generatorral, melynek segítségével igény szerinti lekérdezések készíthetők.
Idegen áruk nyilvántartása
Az Idegen áruk nyilvántartása modul az idegenáruk tárolása során szükséges törzsadatok nyilvántartását biztosítja. Ügyfelenként bevihetők a idegen áruk adatai (tulajdonos, cikkszám, megnevezés, EAN kód, statisztikai, vámtarifa kód, mennyiségi egység, csomagolási egység, az áru értéke, lejárati idő, veszélyességi adatok stb.). Megadhatók az egyes cikkekre vonatkozó tárolási feltételek illetve szabályok (pl, melyik tárolóhelyen raktározható az adott cikk).

### Szerviz (ts)
A Baan IV rendszer Szerviz csomagja azon vállalatoknak készült, amelyek különböző termékek telepítését, üzembe helyezését, garanciális vagy fizetős javítását és tervszerű, időszakos karbantartását végzik.
A szerviz csomag funkciói
Installációk, gépek, berendezések nyilvántartása
A rendszer az ügyfelek egyes telephelyein található gépek, berendezések vagy egyéb installációk javításának és karbantartásának teljes körű nyilvántartását biztosítja. Minden géphez, installációhoz több külön részegység, komponens adata nyilvántartható és követhető, pl.: garancia, sorozatazonosító (serial number), szerviztörténet, stb.
Időszakos karbantartások tervezése
A periodikus karbantartások, átvizsgálások adatai is nyilvántarthatók a rendszerben. Egy adott ütemezett átvizsgáláshoz előre megadhatók részletesen az elvégzendő karbantartási tevékenységek, valamint a feltétel nélkül cserélendő alkatrészek. Az automatikus karbantartási terv készítése történhet gépenként, installációnként, de lehetséges telephelyenként is karbantartási tervet készíteni.
Szerviz szerződések kezelése
Minden ügyfél részére speciális garancia, javítási vagy karbantartási szerződés adható meg. A szolgáltatásokhoz többszintű, összetett feltételű garanciarendszert lehet rugalmasan hozzárendelni. Többféle prioritási szintet lehet definiálni. Ezek segítségével jelezhető, hogy a hívás után milyen gyorsan kell a hibát elhárítani.
Szerviz megrendelések kezelése
A szerviz megrendelések generálhatóak az időszaki karbantartási terv alapján, vagy az eseti meghibásodások bejelentésekor rögzíthetők az ügyfélszolgálati munkatárs által.
Hibabejelentéskor a rendszer az ügyfél és gép nyilvántartás adatai gyorsan lekérdezhetők, a szerviz megrendelésben a rendszer az adott ügyfélre vagy gépre vonatkozó szerződési adatokat alapértelmezésként automatikusan betölti. A rendszer automatikusan ellenőrzi, hogy az eseti javítás kombinálható-e a soron következő időszakos megelőző karbantartás elvégzésével.
Szerviz tevékenység tervezés támogatása
Félautomatikus tervező eljárás segít kiválasztani a javításhoz a megfelelő technikust, figyelembe véve a szakember képzettségét, időbeli elfoglaltságát, a munka helyszínét, és a javítandó gép javítási prioritását. A szakemberek munkaidejének, munkájuk mennyiségének és hatékonyságának naplózása segítségével folyamatosan nyomon követhetők a munkafolyamatok és jelentősen csökkenthető az improduktív tevékenységekre fordított idő, például a kiszállási idő.
Szerviz költségbecslés készítése
A rendszer képes szerviz árajánlat készítésére is. Egy adott probléma elhárítása esetén a várható költségek előkalkulációja elvégezhető. Az előre ismert felhasználandó alkatrészeket rögzíteni lehet a szervizrendelésre. Hiány esetén a szükséges beszerzési javaslat elkészíthető.
A munkalapok az ügyviteli sajátosságoknak megfelelően rugalmasan nyomtathatók. Lehetőség van az egyes technikusok számára "üres" munkalap nyomtatására is.
Szerviz számlák nyomtatása
A számlázás az ügyféllel kötött megállapodás alapján lehet eseti vagy időszaki gyűjtő számlázás. A számla a szerviz megrendelésen rögzített adatok alapján nyomtatható. A szerviz rendelések feldolgozása után a rendszer automatikusan feladásokat készít a megfelelő pénzügyi nyilvántartások számára (vevő folyószámla, főkönyvi feladás).
Szerviz kimutatások, elemzések
A rendszer a szerviz információkat több éven keresztül képes nyilvántartani. Számos riport és lekérdezési lehetőség áll rendelkezésre, sőt grafikus megjelenítésű elemzések is készíthetők. Például a javított gépek, berendezések hibajelenségeiről, meghibásodási okairól és elhárítási módokról készült speciális kimutatások által javíthatók a termékek minősége és így piaci megítélése.

### Vállalati modellező (tg)
A Baan IV rendszer vállalatmodellező programja az implementációs eljárás fontos eszköze, amely az ügyfélkapcsolat kezdetétől a megvalósítási projekten át a folyamatos rendszerkarbantartásig használható. A modellező eszköz segítségével válik a Baan rendszer bevezetése informatikai projektből üzletviteli projektté. Nagy előnye, hogy olyan eszközt ad az operatív vezetés kezébe, aminek segítségével könnyen áttekintheti az üzleti folyamatokat és így üzleti szempontok figyelembe vételével hozhatja meg a cég jövőjét meghatározó döntéseket.
A dinamikus vállalatmodellező eszköz komoly segítséget nyújt a vállalat ISO vagy HACCP minősítés teljes körűvé tételében, és az elért minősítés megőrzésében azzal, hogy biztosítja a vállalati folyamatok dokumentálását, áttekinthetőségét és könnyű átalakítását.
A vállalati adatokat az alábbi részmodellekbe tudjuk bevinni:
- funkcionális modell: a vállalati funkciókat bonthatjuk le több szintben ábrázolhatóan itt nem foglalkozunk csak szigorúan azzal, hogy mit várunk el az adott funkciótól (a hogyannal itt nem foglalkozunk), ezek struktúráját ábrázoljuk
- folyamat modell: a vállalati folyamatok leírása az ún. Petri háló alkalmazásával. (A Petri háló tetszőleges folyamat szabványos rendszer szerinti ábrázolására alkalmas eszköz.)
- szervezeti modell: a vállalat szervezeti felépítését, a szervezeti egységek főbb jellemzőit rögzítjük

Különböző modellek kapcsolata

### Tools (tt)
a Baan Tools csomag a Baan metaadatbázis kezelője, adminisztrátori és fejlesztői eszköze. A Baan IV rendszerhez egy 4. generációs (4GL) fejlesztési környezet (TOOLS) tartozik, amely jelentősen megkönnyíti a felhasználó speciális igényeinek a rendszerbe történő integrálását, az alkalmazott adatbázissal történő kommunikációt, valamint – többek között – az adatok automatikus átvételét a vevőnél működő korábbi számítógépes rendszerből.
A Tools adminisztráció a felhasználói felületről is elvégezhető, de sok praktikus művelet segédprogramok és scriptek segítségével automatizálható.
A Baan napi adminisztrációt nem igényel, de a használó cég méretéből adódóan szükséges lehet egy a Baan rendszerrel és a kapcsolódó eszközökkel, programokkal foglalkozó rendszergazda alkalmazására. A rendszergazda feladata lehet a változások követése, az integrációs, interface feladatok figyelése, adatkezelési igények kielégítése, jogosultságok beállítása, stb.
A Baan hatékony használatát nagymértékben elősegítheti a testreszabás. Ehhez minden eszköz és jogosultság rendelkezésre áll.
A Tools csomag funkciói:
- Alkalmazásszintű alapadatok (pénznemek, nyelvek, cég azonosítók, stb.) kezelése
- Felhasználó és jogosultság nyilvántartása
- Nyomtatók és kimenetek kezelése, beállítása
- Szoftver licencálása
- Adatbázis kapcsolat beállítása
- Időzített munkafolyamatok (jobok) készítése
- Eseménynaplózás (audit) beállítása
- Szöveg kezelése
- Alkalmazásfejlesztés
- Nyelvi környezet kialakítása

### Utilities (tu)
A Baan IV rendszer Utilities (tu) csomagja két modult tartalmaz, az egyik az Exchange (xch) modul, a másik pedig a Distributed Data Collection (ddc) modul.
Exchange (xch) modul
A Baan IV rendszer Exchange moduljának két funkciója van, a Baan adattábláiból exportálja az adatokat Ascii file-ba, valamint külső file-okból adatokat importál Baan táblákba. Az exchange modul segítségével kinyerhetünk adatokat a Baan IV rendszer tábláiból, korábbi rendszerek adatait megfelelő átalakítás után betölthetünk a Baan táblákba, valamint logisztikai cégek között másolhatjuk át az adatokat. A megfelelően kialakított sémák segítségével korábbi rendszerek adatait áttölthetjük a Baan rendszerbe, megfelelő átalakítás során. Lehetőségünk van arra, hogy a táblák bizonyos mezőit aktualizáljuk. Az adatok exportálását leggyakrabban .csv kiterjesztésű file-okba végezhetjük.
Distributed Data Collection (ddc) modul
A Distributed Data Collection (ddc) modult arra alkalmazhatjuk, hogy különböző külső adatforrásokból adatokat olvassunk be a Baan rendszerbe. A program alkalmas arra, hogy kezelje mérlegek, külső szoftverek, vonalkód-leolvasók adatait, és ezeket integrálja a Baan rendszerbe. Alkalmas arra is, hogy az adatokat megfelelően konvertálja az integrált rendszernek megfelelően. A ddc modul alkalmazásával különböző interfészeket készíthetünk külső rendszerekhez.

## A Baan IV Magyarországon
Cégek, ahol Magyarországon a Baan IV rendszert használják.
| Cég | Helység        | Ágazat / tevékenység                                                       | Platform                                | Felhasználó       |
| --- | -------------- | -------------------------------------------------------------------------- | --------------------------------------- | ----------------- |
| ALSTOM POWER Hungária Zrt. | Budapest       | gépipar / turbinaalkatrész-gyártás, szerviz                                | IBM AIX, ORACLE                         | 60                |
| CS-Fa Kft | Csurgó         | fűrészüzemi tevékenység, parkettagyártás                                   | Compaq/MS SQL Windows 2000              | 8                 |
| Elcoteq Kft. | Pécs           | elektronikus berendezések összeszerelése                                   | IBM/AIX Oracle Szerver Finnországban    | 2400 Eu., 200 Mo. |
| FlexiForce Kft. | Debrecen       | Garázskapu és alkatrész gyártás, összeszerelés                             | HP/ MS SQL Windows 2000                 | 15                |
| GE Water & Process – Zenon Kft.                                                                                                 | Oroszlány      | víztisztító berendezések gyártása                                          | IBM Netfinity/WIN2000/SQL 2000          | 40                |
| Güntner Tata Kft. | Tata           | ipari hűtőberendezések gyártása                                            | Compaq / DIG-UX, ORACLE                 | 64                |
| HUWIL Kft. | Budapest       | bútorszerelvény gyártás                                                    | HP Unix 11.0 Oracle 8                   | 25                |
| IGM Robotrendszerek Kft. | Győr           | ipari robotok gyártása                                                     | DIGITAL Alpha/TRU UNIX/Oracle           | 20                |
| K&H Biztosító Zrt. | Budapest       | Biztosítás                                                                 | IBM Netfinity/NT, ORACLE                | 21                |
| KUKA Robotics Hungária Kft | Taksony        | ipari robotok gyártása                                                     | IBM/Windows 2003 x64,Oracle 10g2 64 bit | 24                |
| Mecseki Erdészeti Zrt. | Pécs           | erdőgazdálkodás, vadászati tevékenység                                     | Compaq/NT, INFORMIX                     | 40                |
| NABI Kft. | Budapest       | buszgyártás                                                                | DIGITAL Alpha/DIG-UX, ORACLE            | 74                |
| NAGISZ Zrt. | Nádudvar       | élelmiszeripar, takarmánygyártás, állattenyésztés, építőipar, mezőgazdaság | SUN/Solaris, ORACLE                     | 130               |
| OBO Bettermann Hungary Kft. | Bugyi          | nagyfeszültségű hálózati eszközök gyártása                                 | Siemens RM460/ Reliant UNIX ORACLE      | 25                |
| Outo Kumpu | Budapest       | Acéllemez import, kereskedelem                                             | IBM/AIX, ORACLE                         | 8                 |
| PHOENIX CONTACT Kft. | Budaörs        | elektronikai alkatrész kereskedelem                                        | HP/Win2000/ORACLE                       | 550 világ, 10 Mo. |
| SAPU Bt. | Mosonszolnok   | autóalkatrész gyártás                                                      | IBM/AIX/Informix                        | 30                |
| WET Kft. Archiválva 2019. július 9-i dátummal a Wayback Machine-ben (új név: Gentherm Hungary Kft.) – már nem használja a Baant | Pilisszentiván | gépjármű ülésfűtés gyártása                                                | Központi HP/HP-UX, Tbase szerver        | 30                |

## Külső kapcsolatok
- http://www.infor.com – Infor Global Solutions
- https://web.archive.org/web/20171106045053/http://www.inforerp.hu/
- http://www.snt.hu – S&T Unitis Magyarország Kft